# Dactyliandra stefaninii
Dactyliandra stefaninii är en gurkväxtart som först beskrevs av Emilio Chiovenda, och fick sitt nu gällande namn av John Frederick Jeffrey. Dactyliandra stefaninii ingår i släktet Dactyliandra, och familjen gurkväxter. Inga underarter finns listade i Catalogue of Life.